# Jean Chaulin-Servinière
Pierre Gaston Jean Lucien Chaulin-Servinière, né le 8 décembre 1884 à Mayenne et mort le 11 février 1968 en son domicile à Paris, au 11, Rue du Conseiller-Collignon dans le 16e arrondissement de Paris, est un avocat et un homme politique français membre du Parti Radical, puis des Radicaux indépendants.

## Biographie

### Origine
Il est le fils de Lucien Chaulin-Servinière, député et conseiller général de la Mayenne. Il étudie au lycée de Laval. Bachelier ès lettres en 1901, il s'inscrit à la faculté de droit de Rennes où il effectue simultanément des études juridiques tout en remplissant les fonctions de secrétaire particulier du préfet de l'Ille-et-Vilaine. Licencié en droit en 1904, docteur en 1907, il devient avocat à la Cour à Mayenne

### Politique
Docteur en droit, il est engagé volontaire pour 3 ans le 28 octobre 1904. Il est caporal et renvoyé à ses foyers le 23 septembre 1905. Il est sergent le 25 mars 1906, et sous-lieutenant de réserve le 16 décembre 1912.
Il se lance en politique, dans la suite de son père, en 1910, en devenant maire (en cours de mandat) de Javron-les-Chapelles, poste qu'il occupera durant trente ans.
Il est élu député la même année, lors des élections d'avril contre Edmond Leblanc, député sortan,t sous les couleurs du Parti radical-socialiste. Il siège dans le groupe de la Gauche radicale, il sera réélu en 1914.

### Première Guerre mondiale
Lors de la Première Guerre mondiale, il est mobilisé comme sous-lieutenant au 732e régiment d'infanterie, à Reims, le 8 août 1914. Il est blessé le 30 octobre 1914, à Vailly avec des éclats d'obus dans la cuisse droite, et des contusions aux reins.
Cité à l'ordre du jour de l'armée en 1916, il est nommé lieutenant à la 69e division d'infanterie. Il termine la guerre comme capitaine d'aviation de chasse. Il a reçu la croix de guerre 1914-1918.

« Parce que Maginot les jambes criblées, parce que Gaston Dumesnil, Abrami,... Chaulin-Servinière ont survécu, osera-t-on dire qu’ils rapportent des tranchées autre chose qu’un ardent désir de vaincre à tout prix ! Ils ont vu, ils savent, ils disent, ils agissent au parlement comme sur le front. »

Georges Clémenceau
Lors de cette législature, appelé au poste de secrétaire de la Commission du budget, il a été le rapporteur et contrôleur, depuis 1917, des budgets des armements d’infanterie et du génie qui se montaient à plus de 5 milliards par an. A trois reprises différentes, il est chargé de missions importantes à l'étranger : l'une militaire en Orient pour l’organisation de l’aviation de l'armée de Salonique ; deux autres économiques en Angleterre par le ministère de Georges Clemenceau.
Il est à la fin de sa période militaire capitaine de réserve au Centre de mobilisation d'aviation n°34. Il devient chevalier de la Légion d'honneur le 4 décembre 1930 sur proposition du ministre de l'Air.

### Retour en politique
À son retour du front, il se fait inscrire au barreau de Paris, avec le parrainage d'Henri-Robert. Il est le Conseil juridique de la Fédération des commerçants, industriels et agriculteurs mobilisés, soutenant au Parlement et auprès des diverses administrations publiques, les revendications qu’elle avait à faire valoir. Au Conseil Général, où il est rapporteur, il fait voter la création du réseau d’autobus qui va se substituer provisoirement dès le commencement de Janvier 1920 aux Chemins de fer départementaux de la Mayenne, devenus trop onéreux.
Candidat Républicain, il n'est pas réélu lors des Élections législatives de 1919. Il perd aussi, à la suite du décès de Gustave Denis aux élections sénatoriales de 1925 contre Edmond Leblanc.
Il n'a aucun problème pour récupérer son siège de député perdu en 1919 lors des élections des Élections législatives de 1928. Le scrutin en vigueur aux élections de 1919 et aux élections de 1924 le désavantageait, car il bénéficiait d'une forte influence locale. il est d'ailleurs réélu au premier tour en 1932 et 1936.
Il retrouvera son siège et l'occupera durant trois mandats (1928, 1932, 1936), jusqu'au 31 mai 1942 et siégera toujours dans le même groupe parlementaire.
Le 10 juillet 1940, il fait partie des 569 parlementaires votant les pleins pouvoirs au maréchal Pétain.
Enfin, toujours en 1910, il se présente aux élections cantonales dans le canton de Couptrain, canton que son père avait représenté de 1974 à 1898. Jean Chaulin-Servinière est élu et devient président de l'assemblée en 1934. Il occupera ce poste jusqu'en octobre 1940, date à laquelle le conseil général est suspendu par le régime de Vichy. En février 1941 il est nommé à la Commission administrative mise en place par le nouveau pouvoir, puis est élu président du conseil départemental de la Mayenne en 1943.
Durant cette époque il occupe aussi durant un temps la fonction de président du Concours agricole départemental.
À la libération, sa déchéance est prononcée pour collaboration, mettant fin à sa carrière politique. Il est déclaré inéligible après consultation du Comité départemental de libération de la Mayenne (alinéa c de l'article 18 de l'ordonnance portant organisation des pouvoirs publics en France après la Libération).
Il continue sa profession d'avocat au barreau de Paris.

## Synthèse des mandats
- Maire de Javron-les-Chapelles de 1910 à 1940 ;
- Député de la Mayenne de 1910 à 1919 puis de 1928 à 1942 ;
- Conseiller général du canton de Couptrain de 1910 à 1944 ;
- Président du conseil général de la Mayenne de 1934 à 1944.

## Sources
- « Jean Chaulin-Servinière », dans le Dictionnaire des parlementaires français (1889-1940), sous la direction de Jean Jolly, PUF, 1960 [détail de l’édition]